# Саркомастигофоры
Са́ркома́стигофо́ры, или Саркожгутиконосцы (лат. Sarcomastigophora) — от греч. sarcodes — мясистый — полифилетическая группа в некоторых старых системах рассматривалась в качестве типа свободноживущих и паразитических простейших, которые передвигаются с помощью особых вре́менных выростов цитоплазмы (псевдоподий) или бичевидных выростов (жгутиков). Насчитывают около 18000 видов. Название саркожгутиконосцы происходит от того что тип объединял 2 класса: Саркодовые и Жгутиконосцы. Жгутиконосцев, по другому называют Мастигофоры, поэтому второе название - саркомастигофоры.

## Строение
Строение Саркомастигофор, несмотря на относительную простоту их организации, отличается большим разнообразием. Главным образом это касается скелетных образовании, которые достигают у саркомастигофор большой сложности и совершенства (Класс Саркодовые). Очень большое количество видов известно в ископаемом состоянии благодаря хорошей сохранности скелетов многих групп саркодовых.
У них отсутствует пелликула, так как у них непостоянная форма тела. Присутствуют пищеварительные и сократительные вакуоли(вода, поступающая в клетку путём осмоса давит на клетку и, чтобы она не разорвалась из-за высокого тургорного давления, выводится через сократительные вакуоли(1)). Пища поступает путём фагоцитоза и пиноцитоза, далее в пищеварительной вакуоли она обрабатывается ферментами и выходит в цитоплазму и потом через клетку наружу. Есть и саркомастигофоры с постоянной формой, с миксотрофным (эвглена зеленая), автотрофным питанием (вольвокс), у которых дополнительно есть хлоропласты. 
Несмотря на различия у Саркожгутиконосцев много общего, например: 1 ядро, простые сократительные вакуоли, нет порошицы, размножается простым делением. 

## Передвижение
Некоторые одноклеточные могут перемещаться как с помощью псевдоподий, так и с помощью жгутиков.
Иногда у одного и того же организма могут присутствовать оба вида органоидов одновременно или последовательно в течение жизненного цикла. Поскольку или жгутики, или ложноножки имеются хотя бы на одной из стадий жизненного цикла почти у всех эукариот, к данной группе могли быть отнесены самые различные, неродственные организмы.

## Размножение и происхождение
Некоторым группам протистов свойственно только бесполое размножение. У большинства групп есть половой процесс в виде копуляции гамет (реже неспециализированных клеток) или конъюгации.
Жгутиконосцы, видимо, стоят ближе к предковым группам простейших. Они разнообразнее по типам питания, органелл движения, типам оболочек клеток и т. п. О первичности жгутиковых форм свидетельствует и то, что саркодовые, которые размножаются половым путём, часто имеют гаметы со жгутиками. Среди жгутиконосцев есть переходные формы между «растительными» и «животными» организмами.

## Места обитания
Саркомастигофоры обитают в морских и пресноводных водоёмах, во влажной почве. Многие паразитируют в организме животных и человека.

## Классификация
В старых классификациях протистов в состав типа Саркомастигофоры включали два подтипа — Саркодовые (Sarcodina) и Жгутиконосцы (Mastigophora) (оба они также представляют собой полифилетические группы, как и многие классы из приведённой ниже классификации).
Подтип Саркодовые
- Класс Саркодовые (Sarcodina)
  - Подкласс Корненожки (Rhizopoda)
    - Отряд Амёбы (Amoebina)
      - Род Амёбы, или Голые амёбы (Amoebina)
        - Вид Амёба протей (Amoeba proteus)

    - Отряд Раковинные амёбы (Testacea)
    - Отряд Фораминиферы (Foraminifera)
      - Род Globobulimina
      - Род Hyperammina
        - Вид Hyperammina elongata
        - Вид Hyperammina elongata
        - Вид Hyperammina friabilis Brady
        - Вид Hyperammina levigata Wright

      - Род Rhabdammina
      - Род Astrorhiza
        - Вид Astrorhiza limicola

      - Род Myxotheca
        - Вид Myxotheca arenilega

  - Подкласс Лучевики, или Радиолярии (Radiolaria)
    - Отряд Акантарии (Acantharia)
      - Род Achanthometra
        - Вид Achanthometra elastica

    - Отряд Спумеллярии (Spumellaria)
      - Род Thalassicola
        - Вид Thalassicola muleata

      - Род Chromyodrymus
        - Вид Chromyodrymus abiatanus

    - Отряд Назеллярии (Nasselaria)
      - Род Medusetta
        - Вид Medusetta craspedota

    - Отряд Феодарии (Phaeodaria)
      - Род Aulacantha
        - Вид Aulacantha scolymantha

    - Отряд Стихолонхеи (Sticholonchea)
      - Род Sticholonche

  - Подкласс Солнечники, или Гелиозои (Heliozoa)
    - Отряд Актиносфериды (Actinosphaerium)
      - Род Actinosphaerium
        - Вид Actinosphaerium eichhorni

Подтип Жгутиковые
- Класс Жгутиконосцы, или Жгутиковые (Mastigophora)
  - Подкласс Растительные жгутиконосцы (Phytomastigina)
    - Отряд Хризомонады (Chrysomonadina)
      - Род Dinobryon
      - Род Synura

    - Отряд Динофлагелляты (Dinoflagellata, или Peridinea)
      - Род Noctiluca

    - Отряд Эвгленовые (Euglenoidea)
      - Род Euglena
        - Вид Эвглена зелёная

    - Отряд Вольвоксовые (Volvocidae)
      - Род Вольвокс (Volvox)
        - Вид Вольвокс (Volvox)

    - Отряд Фитомонады (Phytomonadina)
      - Род Chlamydomonas

  - Подкласс Животные жгутиконосцы (Zoomastigina)
    - Отряд Воротничковые жгутиконосцы (Choanoflagellata)
      - Род Codosiga
      - Род Sphaeroeca

    - Отряд Ризомастигины (Rhizomastigina)
    - Отряд Кинетопластиды (Kinetoplastida)
      - Род Bodo
      - Род Трипаносомы (Trypanosoma)
        - Вид Trypanosoma rhodesiense
        - Вид Trypanosoma evansi
        - Вид Trypanosoma brucei
        - Вид Trypanosoma equiperdum

      - Род Лейшмании (Leishmania)
        - Вид Leishmania donovani
        - Вид Leishmania tropica

    - Отряд Полимастигины (Polymastigina)
      - Род Трихомонады (Trichomonas)
        - Вид Trichomonas hominis
        - Вид Trichomonas vaginalis[2]

      - Род Лямблии (Lamblia)
        - Вид Lamblia intestinalis

    - Отряд Гипермастигины (Hypermastigina)
      - Род Lophomonas

    - Отряд Опалины (Opalina)
      - Род Опалины (Opalina)
        - Вид Опалина лягушачья (Opalina ranarum)

В период использования этой системы зоологами ботаники (более обоснованно) рассматривали разные «отряды» растительных жгутиконосцев как представителей различных отделов водорослей. Яркий пример — эвгленовые, которые в ботанической систематике имеют ранг отдела Euglenophyta.
В некоторых вузовских и большинстве школьных учебников данная система сохраняется до сих пор. В научной литературе, посвящённой протистам, эта система не используется с 90-х годов XX века. В некоторых из современных классификаций протистов ранг таксонов не указывается — видимо, в частности для того, чтобы его было удобнее изменять в будущем.

## Саркодовые
1. Свободноживущие обитатели почв, пресных водоёмов, морей и паразиты
2. Клетка ограничена плазматической мембраной, некоторые имеют известковую раковину или внутренний кремнезёмный, реже другого состава скелет (радиолярии)
3. Цитоплазма представлена эктоплазмой (более вязкой) и эндоплазмой (более жидкой)
4. Форма тела не постоянная
5. Передвигаются и захватывают пищу с помощью ложноножек (фагоцитозом)
6. Размножение бесполое, путём деления клетки надвое и других форм деления, и половое (обычно в виде копуляции жгутиковых гамет).
7. Ядерный цикл с промежуточной редукцией.

Представители: обыкновенная амёба (протей), дизентерийная амёба, радиолярии, фораминиферы.

## Жгутиконосцы (Мастигофоры)
1. Свободноживущие, населяют пресные и морские водоёмы, почву, паразиты обитают в теле человека и животных
2. Имеют обычно постоянную форму, эктоплазма уплотнена дополнительной оболочкой — пелликулой, многие формы имеют домики и панцири
3. Некоторые виды образуют колонии
4. Клетка может содержать хлорофилл и светочувствительный глазок
5. Питание автотрофное, гетеротрофное или миксотровное (авто- и гетеротрофное)
6. Передвигаются с помощью жгутика или многих (нескольких) жгутиков
7. Размножение бесполое путём продольного деления надвое, у многих форм половое в форме копуляции гамет
8. Ядерный цикл с промежуточной редукцией.

Представители: эвглена зелёная, вольвокс, лямблия, трипаносома